# Huecas
Huecas – gmina w Hiszpanii, w prowincji Toledo, w Kastylii-La Mancha, o powierzchni 27,42 km². W 2011 roku gmina liczyła 711 mieszkańców.